# Дунье
Дунье (фр. Dougné) — деревня в Чаде, расположенная на территории региона Саламат.

## Географическое положение
Деревня находится в юго-восточной части Чада, к северу от сезонно пересыхающей реки Бахр-Каром, на высоте 519 метров над уровнем моря.
Населённый пункт расположен на расстоянии приблизительно 453 километров к востоку-юго-востоку (ESE) от столицы страны Нджамены.

## Климат
Климат деревни характеризуется как полупустынный жаркий (BSh в классификации климатов Кёппена). Среднегодовая температура воздуха составляет 27,8 °C. Средняя температура самого холодного месяца (января) составляет 25,2°С, самого жаркого месяца (апреля) — 31,8 °С. Расчётная многолетняя норма осадков — 799 мм. В течение года количество осадков распределено неравномерно, основная их масса выпадает в период с мая по октябрь. Наибольшее количество осадков выпадает в августе (250 мм).

## Транспорт
Ближайший аэропорт расположен в городе Абу-Деиа.